# Nicola Manfroce
Nicola Antonio Manfroce (Palmi, 20 de febrero de 1791 - Nápoles, 9 de julio de 1813) fue un compositor italiano que, en su breve carrera, llegó a componer dos óperas. 

## Biografía
Nicola Antonio Manfroce nació en Palmi, en la provincia de Regio de Calabria el 20 de febrero de 1791, hijo de Domenico, maestro de capilla, y de Carmela Repillo. Siendo aún niño, su padre lo envió a estudiar a Nápoles. En esta ciudad conseguirá entrar en 1804 en el Conservatorio della Pietà dei Turchini, donde estudia armonía con Giovanni Furno y contrapunto y composición con Giacomo Tritto.
Su salto a la fama tiene lugar el 15 de agosto de 1809, cuando estrena en el Teatro San Carlo de Nápoles la cantata dramática “La nascita di Alcide”, con motivo del cumpleaños de Napoleón Bonaparte, estando entre los asistentes el rey de Nápoles, Joaquín Murat y su esposa Carolina Bonaparte.
Luego se traslada a Roma para poder estudiar con Nicola Zingarelli. En el Teatro Valle de esta ciudad estrena en 1810 su primera ópera, Alzira, que se representará también en otras ciudades, y la cantata “Armida”.
Con problemas de salud desde su infancia, los médicos romanos le aconsejan que vaya a Nápoles, a donde regresa en julio de 1811, a tiempo para poder ver La vestale de Gaspare Spontini, ópera que marcará su estilo compositivo. En esta ciudad estrena en 1812 la ópera Ecuba con gran éxito. Pero la composición  de esta obra lastró su salud (padecía tuberculosis que se encontraba ya en estado terminal durante la composición de "Ecuba"), y murió medio año después, el 9 de julio de 1813, cuando apenas había empezado a componer su siguiente ópera, “Piramo e Tisbe”.

## Obras

### Óperas
| Título         | Libretista                                                          | Fecha de estreno         | Ciudad, Teatro            | Notas     |
| -------------- | ------------------------------------------------------------------- | ------------------------ | ------------------------- | --------- |
| Alzira         | Gaetano Rossi                                                       | 10 de septiembre de 1810 | Roma, Teatro Valle        |           |
| Ecuba          | Jean-Baptiste-Gabriel-Marie Milcent, traducido por Giovanni Schmidt | 13 de septiembre de 1812 | Nápoles, Teatro San Carlo |           |
| Piramo e Tisbe | desconocido                                                         |                          |                           | inacabada |

### Otras
- Cantata La nascita di Alcide (1809).
- Cantata Armida (1810).
- Misas.
- Sinfonías.